# Apataki
Apataki is een atol dat onderdeel is van de Tuamotueilanden in Frans-Polynesië. Het dichtst bijzijnde atol is Arutua, dat 17 km oostelijker ligt. Apataki ligt 380 km van Tahiti. Apataki valt bestuurlijk onder het eiland Arutua, samen met het eiland Kaukura.

## Geografie
Het atol is bijna rechthoekig met een lengte van 36 km en een breedte van 27,5 km. De lagune heeft een oppervlakte van 706 km². Het atol ontstond rond de top van een vulkaan die 59,5 tot 61,1 miljoen jaar geleden 1485 m oprees vanaf de zeebodem.
Er zijn twee bevaarbare openingen in het atol. Aan de opening in het zuidwesten ligt de voornaamste nederzetting Niutahi waar de meeste van de 442 (in 2017) mensen permanent wonen.

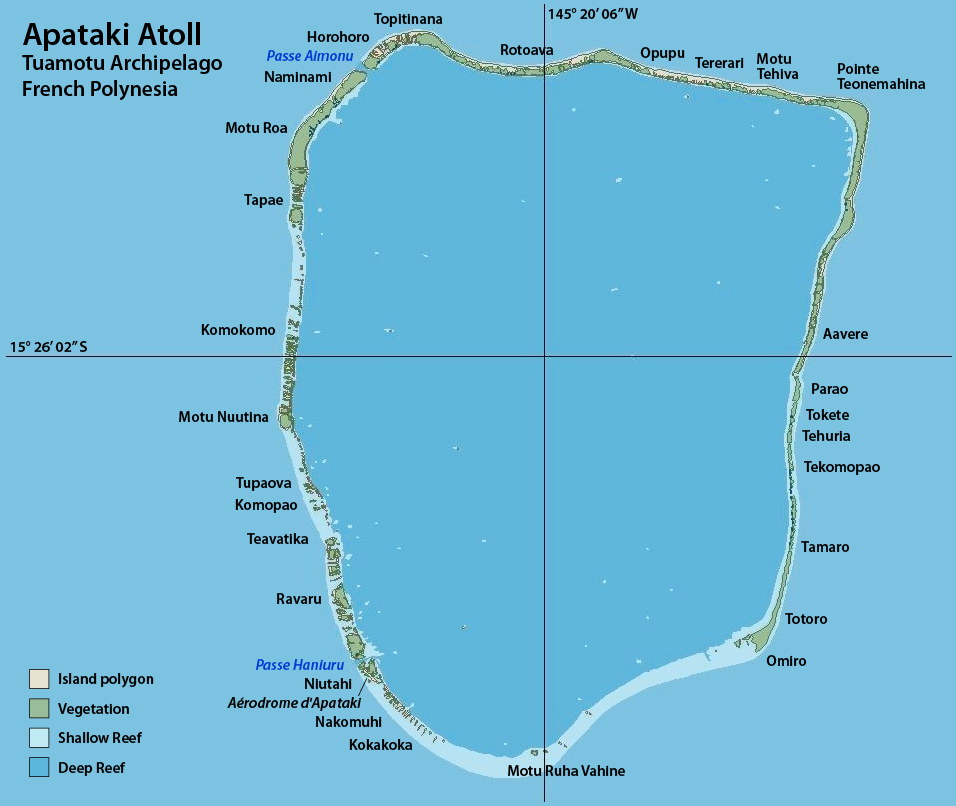
Detailkaart van het atol
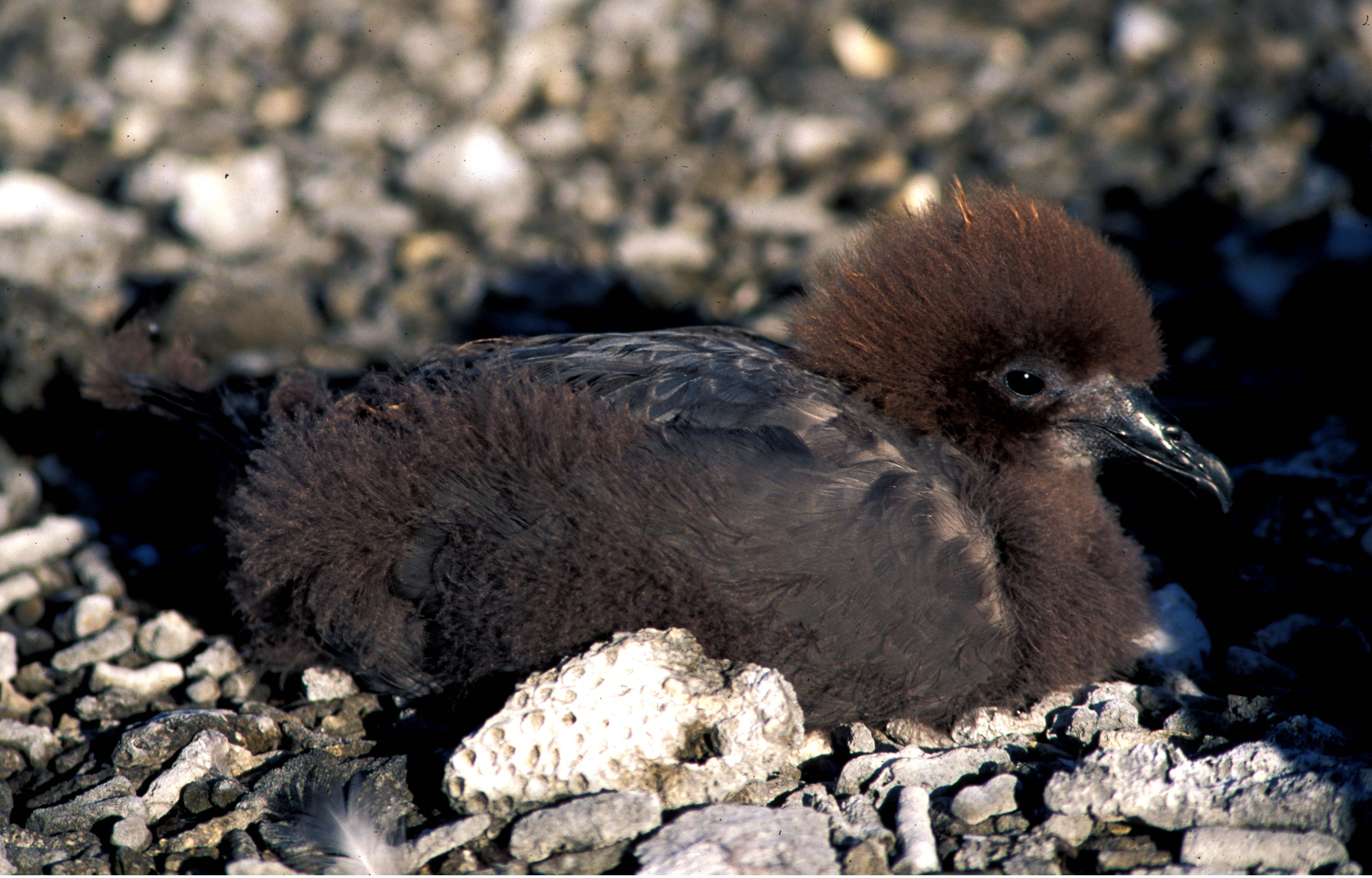
Murphy's stormvogel (Pterodroma ultima)

## Geschiedenis
De eerste Europeaan die het eiland documenteerde was de Zeeuwse ontdekkingsreizigers Jacob Roggeveen in 1722 die het eiland naar Hagemeister noemde. Kapitein James Cook vermeldde het eiland tijdens zijn tweede reis.
In de tweede helft van de negentiende eeuw werd het eiland Frans bezit. Op gezag van het stamhoofd op het atol Kaukura werd de productie van kokosolie opgezet. Verder kwamen missionarissen naar het eiland en in 1852 werd een parochie gesticht waaronder ook de twee andere eilanden vielen en die weer afhankelijk zijn van het bisdom Papeete, zoals overigens alle bewoonde atollen binnen de archipel.

## Economie
De bewoners leven voornamelijk van het toerisme, het maken van kopra, visvangst en de teelt van pareloesters, speciaal zwart-lippareloesters (Pinctada margaritifera). Sinds 1977 is er een start- en landingsbaan van 950 meter lengte. Volgens cijfers uit 2019 zijn er gemiddeld 300 vluchten per jaar en worden 1500 passagiers vervoerd.

## Ecologie
Naast de grote rijkdom aan vissoorten, zijn de nauwelijks bewoonde motu's rijk aan vogels. Op het eiland komen 43 vogelsoorten voor waaronder negen soorten van de Rode Lijst van de IUCN waaronder het Murphy's stormvogel (Pterodroma ultima) en de endemische tuamotu-ijsvogel (Todiramphus gambieri), saffierlori (Vini peruviana) en tuamotukarekiet (Acrocephalus atyphus).